# Julia León
María Luz Julia León Conde (* 1. Juni 1945 in Madrid), bekannt unter dem Namen Julia León, ist eine spanische Sängerin und Musikforscherin.

## Leben
Rosa Leóns Vater Ángel León Gozalo war Polizist, Sportschütze, und 1952 Goldmedaillengewinner bei den Olympischen Spielen in Helsinki. Ihre Schwester Rosa ist ebenfalls Sängerin, die andere Schwester Eva ist Schauspielerin. Den Zugang zu Musik und Folklore fand Julia León über die Vorfahren mütterlicherseits, die in Tierra de Campos lebten. Sie bauten Instrumente, spielten, sangen auf Volksfesten und waren unter dem Namen Los Juglares bekannt.

„El folklore popular caminó a mi lado desde la infancia, de mano de la familia, que allá por Tierra de Campos en la provincia de Valladolid, se les conocía con el apodo de los juglares, yo vengo a ser, como aquellas gentes me llamaron un día, la ‘nieta de los juglares’ ...“

„Volkstümliche Folklore begleitete mich seit meiner Kindheit, an der Hand der Familie, die in Tierra de Campos in der Provinz Valladolid unter dem Spitznamen los juglares bekannt war. Ich bin, wie mich diese Leute eines Tages nannten, die ‘Enkeltochter der Spielleute’ ....“

Vier Tage nach dem Tod der Mutter verließ sie das Elternhaus. Ihr erstes Lied, La bella Lola, schrieb sie im Alter von neunzehn Jahren. Dessen letzte Strophe lautet: Mira madre qué viví. De la vida que viviste, aprendí a decir que no.
1967 gründete sie gemeinsam mit Hilario Camacho, Adolfo Celdrán, Elisa Serna und anderen die Gruppe Canción del Pueblo. Diese hatte das Ziel, Musik von Liedermachern und Volksmusik zu fördern. Nachdem die Gruppe sich aufgelöst hatte, reiste Julia León auf Einladung der Lincoln-Brigade in die Vereinigten Staaten. Dort vertonte sie nicht nur, wie zuvor, zeitgenössische Lyrik zu Liedern, sondern schuf auch eigene Lieder. Ferner forschte sie nach Folklore, um sie wieder zu beleben. Gemeinsam mit Barbara Dane schuf sie ein Album mit Liedern von Chicho Sánchez Ferlosio für Soldaten und Deserteure aus dem Vietnamkrieg. Darin trugen Jane Fonda und Vanessa Redgrave auch Texte aus Briefen von Müttern vor, die ihre Söhne verloren hatten.
Nach Spanien zurückgekehrt, forschte sie in den ländlichen Regionen nach traditioneller Musik. Sie lernte Agapito Marazuela kennen. Ihr so erworbenes Wissen nutzte sie, um die traditionelle Musik anderen Sängerinnen und Sängern der damaligen Zeit nahezubringen. 1977 – 1987 war der Dichter Raúl Ruiz ihr Lebensgefährte und wurde Vater ihrer Kinder. Unter anderem gemeinsam mit ihm schuf sie eine Reihe von Kinderliedern. Ab 1978 widmete sie sich der Pflege der traditionellen sephardischen Musik, mit zahlreichen Reisen nach Israel und Palästina.
2019 veröffentlichte sie mittels Crowdfunding die CD Que soy del aire mit Liedern und einem Gedichtbüchlein, ein Gemeinschaftswerk mit Raúl Ruiz und dem gemeinsamen Sohn Helios Ruiz León. Die künstlerische Leitung und die Arrangements leistete der Pianist Antxon Sarasúa.

## Rezeption
Ihre CD Romances wurde 1992 als didaktisch wertvoll eingestuft und an den öffentlichen Schulen verteilt.
Ihre Beiträge zur sephardischen Musik wurden 2010 zum spanischen Kulturerbe erklärt, und ihre Werke werden in der spanischen Nationalbibliothek aufbewahrt.

## Diskografie

### Solistisch
- 1970: Cantos del pueblo. Free People. Vereinigte Staaten.
- 1975: Con viento fresco. Ariola.
- 1977: La rueda 1. Populäre Kinderlieder, Als Quatre vents, Katalonien.
- 1986: Sin prisas. RNE.
- 1987: Madrid canta tierno. Lieder, komponiert für Kinder, RNE.
- 1992: Romances. RNE.
- 2003: Kantes. Cantes sefardies del mediterraneo. Ventilador Music, Katalonien.
- 2006: El legado sefardí. Adama Music, Israel.
- 2016: De oriente a occidente sefarad. Several Records.
- 2017: Se acerca el alba de hoy. Producciones Kimera.
- 2019: Que soy del aire.

### Gemeinschaftlich
- 1969: Cerca de mañana. Colectivo: (Lluis llach, Pi de la Serra, Nacho de Felipe, Voces Ceibes), Le Chants du monde, Frankreich.
- 1975: Pauta. Colectivo, Ariola.
- 1976: Forgesound. Mitwirkende: Luis Eduardo Aute, Rosa León, Teddy Bautista. Ariola.
- 1984: Homenaje a Agapito Marazuela. Mitwirkende: Vainica doble, Luis Pastor, Pablo Guerrero, Elisa Serna, Columbia.
- 1987: Homenaje a las víctimas del franquismo. Colectivo, Ediciones V.O.S.A.